# سلسلة الكتاب
سلسلة الكتاب أي الكِتاب في تَعَلًُم العَرَبِيّة (بالإنجليزية: Al-Kitaab fii Taʿallum al-ʿArabiyya) هي سلسلة من الكتب المدرسية المعنية بتعلم اللغة العربية نشرتها دار نشر جامعة جورجتاون في الولايات المتحدة، كتبها كريستين بروستاد ومحمود البطل وعباس التونسي ونشرت لأول مرة في عام 1995، ومنذ ذلك الوقت أصبح هذا الكتاب أكثر كتاب في مجال تعلم اللغة العربية شعبية في الولايات المتحدة.

## كتب
تشمل السلسلة 4 نشرات:
- ألف باء
- الكتاب في تعلم اللغة العربية: الجزء الأول
- الكتاب في تعلم اللغة العربية: الجزء الثاني
- الكتاب في تعلم اللغة العربية: الجزء الثالث